# 알렉상드르 엑스케멜린

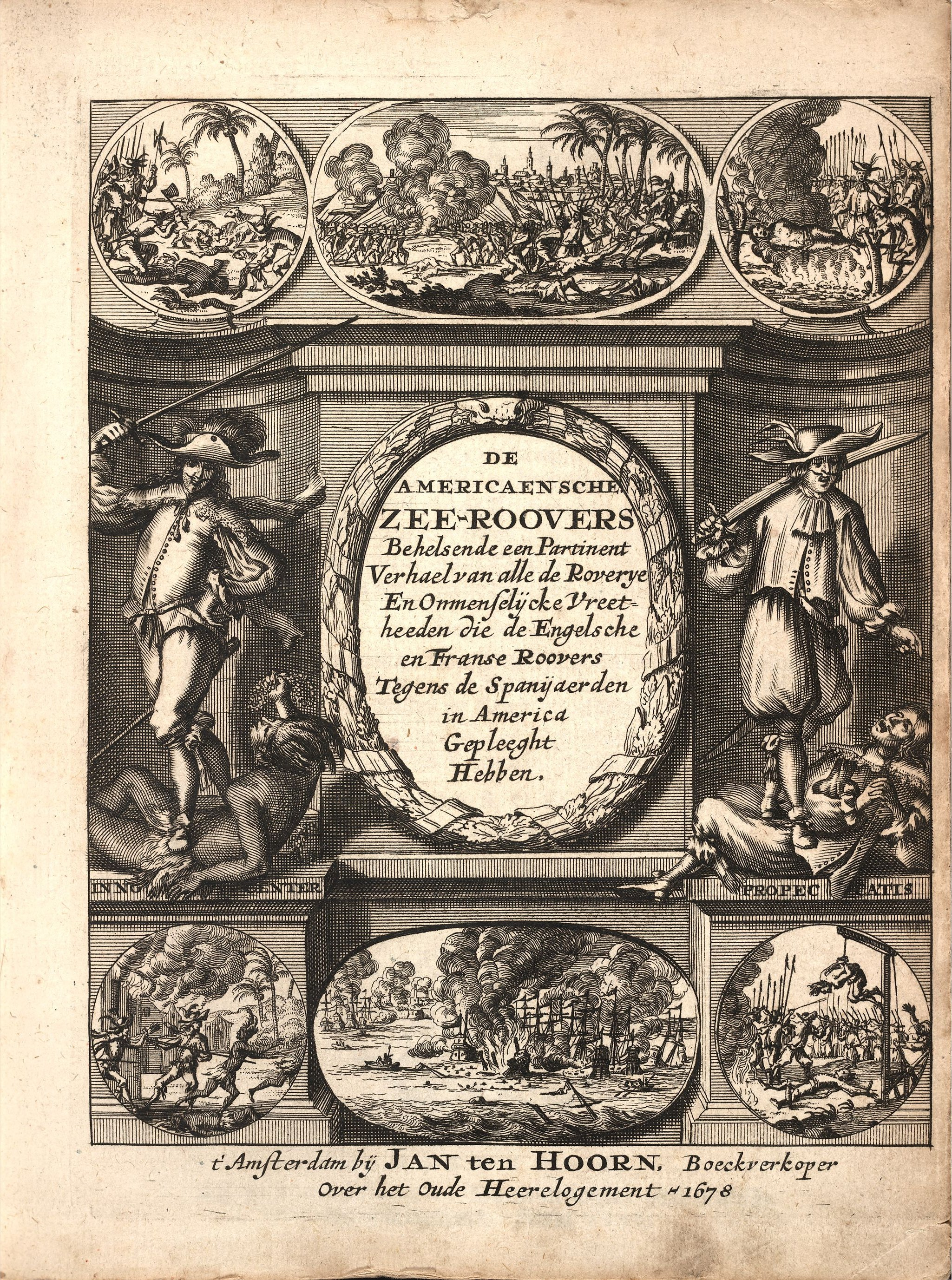
Buccaneers of America 1판의 표지, 1678년

알렉산더 엑스케멜린 (Alexandre Olivier Exquemelin 1645?–1707)은 프랑스 출신 작가이자 외과 의사였다. 1684년에 영국 런던에서 번역 출판된 <아메리카의 해적들>이 베스터셀러가 되면서 작가로서 이름을 알리게 되었다. 해적 소설로는 최초로 크게 성공하면서 해적선장 헨리 모건도 더욱 유명하게 되었다.
1645년경에 프랑스 옹플뢰르(Honfleur)에서 태어났으며 카리브해에서 해적들과 함께 활동하다가 유럽으로 돌아온 후에는 네덜란드에 정착한 것으로 알려져 있다. 1666년에 프랑스 서인도 회사에 소속된 선박에 계약 노동자로 승선했고, 카리브해의 토르투가에서 계약 노예로 팔려 3년동안 일한 후 자유인이 되었다. 이후 1674년까지 카리브해에서 사략해적(私掠海賊 Privateer)으로 활동했는데, 특히 당시 카리브해에서 유명했던 해적선장 헨리 모건 (Henry Morgan)이 이끄는 해적선단에 합류하여 파나마의 포르토벨로나 베네수엘라 약탈에 함께 했다.
유럽으로 돌아온 후 암스테르담에 정착하여 전문 외과의사 자격을 취득하였다. 훗날 다시 카리브해로 돌아가 생활했던 것으로 보인다.
<아메리카의 해적들>이라는 소설은 처음에 네덜란드어로 출판되었고(1678), 독일어(1679), 스페인어(1681), 영어(1684)로 번역되었다.